# Auðhumla

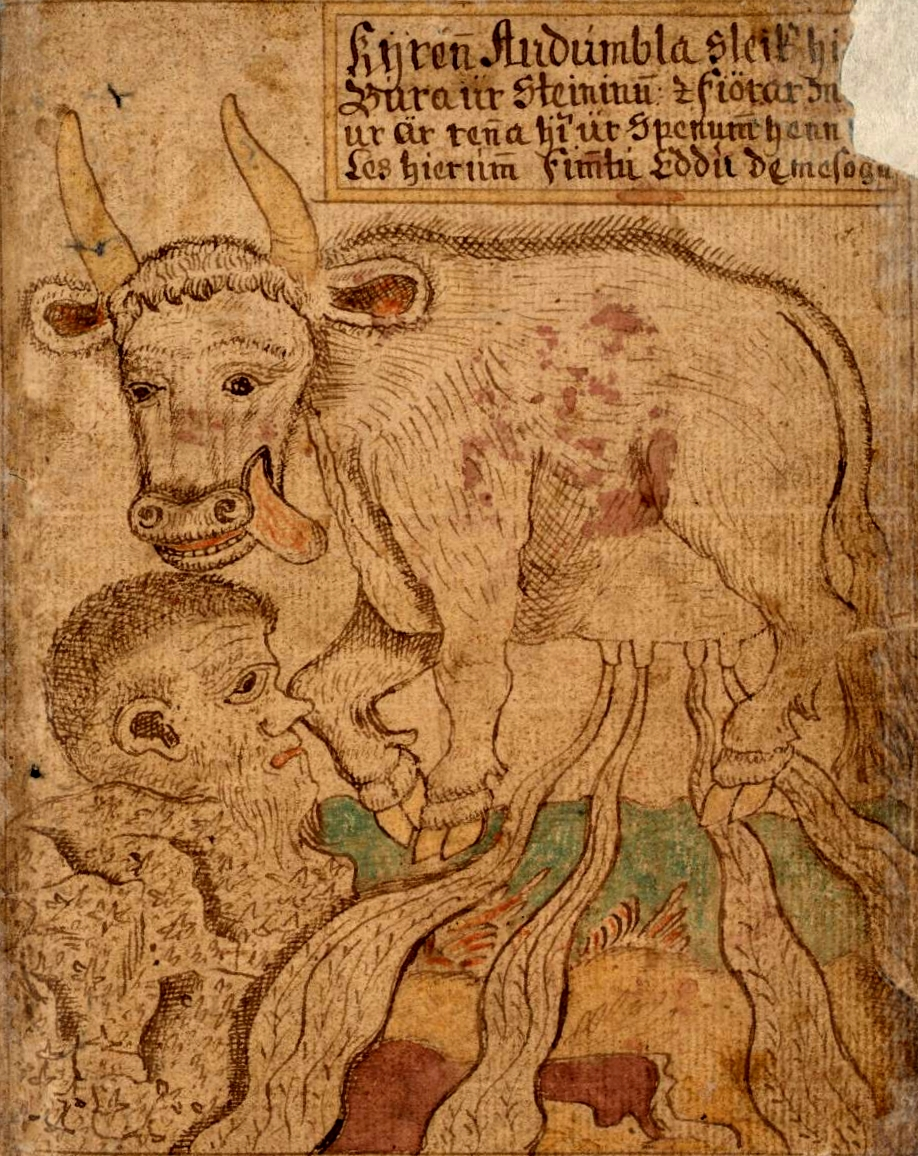
Auðhumla lecca Búri mentre quattro fiumi di latte sgorgano dalle sue mammelle in questa illustrazione da un manoscritto islandese del XVIII secolo.

Auðhumla (detta anche  Auðumla o Auðhumbla) è, nella mitologia norrena, la grande mucca che nutrì il gigante primordiale Ymir.
Auðhumla nacque, come Ymir, dalla brina di Ginnungagap, brina che si sciolse per l'incontro tra le correnti gelide di Niflheimr e quelle calde di Múspellsheimr. Dalle sue mammelle scorrevano quattro fiumi di latte. Per sfamarsi, Auðhumla cominciò a leccare degli scogli gelati, che sapevano di sale. Nel primo giorno in cui li leccò da questi scogli emersero i capelli d'un uomo, nel secondo giorno la testa, e nel terzo tutta una persona.
Questi, la prima creatura in forma umana, fu Búri, che generò Borr; Borr si unì quindi alla gigantessa Bestla, da cui nacquero i primi Dèi: Odino, Víli e Vé.
In seguito Ymir uccise Auðhumla causa la sua sete e fame. A causa di ciò i figli di Burr uccisero gli i Giganti. Da allora Auðhumla riposa all'interno del Niðafjöll fino al giorno del Ragnarǫk, quando nuovamente emergerà.

## Il nome

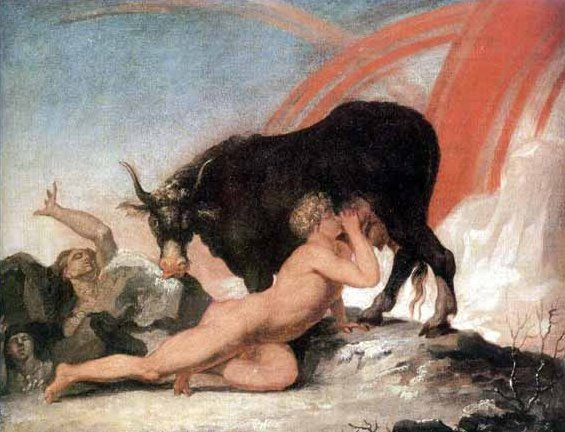
Ymir e Auðhumla in un dipinto di Nicolai Abraham Abildgaard.

Il nome di Auðhumla appare in molte varianti diverse nell'Edda in prosa, anche se il suo significato è poco chiaro. Il prefisso auð- potrebbe riferirsi a "ricchezza", "facilità", "fato" o "vuoto", con "ricchezza" come quello più probabile. Un'altra teoria è che questo nome sia collegato con Ymir, ma ha sempre avuto un significato oscuro che può essere stato interpretato in maniera diversa dai tempi pagani.

## Creature mitologiche correlate
- Heidrun (mitologia)
- Mehetueret
- Toro celeste
- Abudad
- Amaltea (mitologia)